# Marie Wagnerová-Kulhánková
Marie Wagnerová-Kulhánková (25. září 1906 Hořice – 7. října 1983 Hořice) byla česká sochařka, manželka sochaře Josefa Wagnera.

## Život
Marie Kulhánková pocházela ze sochařské rodiny. Její otec Josef Kulhánek byl absolvent ateliéru Celdy Kloučka. V letech 1920–1924 studovala na Odborné škole sochařsko-kamenické v Hořicích u Quido Kociana a poté v letech 1924–1929 na Akademii výtvarných umění v Praze v ateliérech Jana Štursy a Bohumila Kafky.
Roku 1926 a 1928 se soukromě vzdělávala na École nationale des Beaux-Arts v Paříži. Podnikla studijní cesty do Německa, Řecka a Itálie. Na Akademii se seznámila se svým mužem Josefem Wagnerem, se kterým měla dva syny. Jan Wagner byl sochařem a Josef Wagner mladší malířem a architektem. Vystavovala od roku 1929 s SVU Mánes, členkou byla v letech 1930–1949.

### Ocenění
- 1928 1. cena Hlávkovy nadace

## Dílo
Marie Kulhánková získala řemeslnou dovednost v rodině a během studia na kamenické škole v Hořicích si osvojila schopnost pracovat v kameni, bronzu i hlíně. Podílela se na řadě monumentálních realizací Josefa Wagnera. Sama se soustředila na komorní plastiku, zejména na dětský portrét. Její práce charakterizuje pevná plasticita objemu, potlačení detailu, lyrická modelace a vynalézavé kompoziční uspořádání.
Je autorkou pamětní busty MUDr. Jana Levita na jeho rodném domě v Hořicích. V roce 1926 vytvořila bustu na pomník T. G. Masaryka v Josefově.

### Zastoupení ve sbírkách
- Národní galerie v Praze
- Galerie moderního umění v Hradci Králové
- Galerie výtvarného umění v Náchodě

### Výstavy (výběr)
- 1939 Výstava podobizen (Práce členů Mánesa za padesát let), Mánes, Praha
- 1949 Sculptura cehoslovaca, Institutul roman pentru relatiuni culturale cu strainatate, Bukurešť
- 1951 Ausstellung der tschechoslowakischen Skulptur, Kunsthalle Wien, Vídeň
- 1960 Soudobé české malířství 1945–1960, Dům umění Olomouc
- 1971 Jan Štursa a jeho žáci, Dům umění Olomouc
- 1986 Marie Kulhánková-Wagnerová, Josef Wagner, Oblastní galerie výtvarného umění v Gottwaldově, Gottwaldov (Zlín)
- 2012 Česká meziválečná plastika ze sbírek Galerie moderního umění v Hradci Králové, Galerie moderního umění v Hradci Králové

#### Katalogy
- Výstava podobizen, Práce členů Mánesa za padesát let, 1939, Španiel Otakar, Spolek výtvarných umělců Mánes, Praha
- Ausstellung der tschechoslowakischen Skulptur, 1951, Neumann J, Tomeš J M, Kunsthalle Wien
- Jan Štursa a jeho žáci, 1971, Hartmann Petr, Oblastní galerie výtvarného umění v Olomouci
- Sbírka českého sochařství XIX. a XX. století, 1978, Hartmann P, Procházka V, Národní galerie v Praze
- Marie Kulhánková-Wagnerová, Josef Wagner : Sochy, Katalog společné výstavy, Gottwaldov 1986
- Česká meziválečná plastika ze sbírek Galerie moderního umění v Hradci Králové, 2012, Vítková Martina, Galerie moderního umění v Hradci Králové